# Kościół Viri Galilaei
Kościół Viri Galilaei (dosłownie: Kościół Mężów z Galilei, hebr.: כנסיית וירי-גלילאי, gr.: ἄνδρες Γαλιλαῖοι) – to grecki kościół prawosławny we Wschodniej Jerozolimie.
Nazwa kościoła pochodzi od biblijnego wersetu: «Mężowie z Galilei, dlaczego stoicie i wpatrujecie się w niebo? Ten Jezus, wzięty od was do nieba, przyjdzie tak samo, jak widzieliście Go wstępującego do nieba» (Dz 1:11).
Kościół znajduje się na północnym zboczu Góry Oliwnej, na południowy zachód od szpitala Augusta Victoria, w miejscu związanym z Wniebowstąpieniem Chrystusa. To właśnie w tym kościele odbyło się w 1964 historyczne spotkanie papieża Pawła VI i patriarchy Konstantynopola Atenagorasa (duchowego zwierzchnika całej Cerkwi Prawosławnej). To spotkanie zapoczątkowało stały dialog ekumeniczny między dwoma wyznaniami.